# تپه قلاسوزی
تپه قلا سوزی مربوط به عصر مس و سنگ - ایلام قدیم است و در شهرستان قصر شیرین، بخش مرکزی، دهستان الوند، انتهای جاده خاکی روستای دربند جوق واقع شده و این اثر در تاریخ ۲۸ اسفند ۱۳۸۵ با شمارهٔ ثبت ۱۸۷۱۱ به‌عنوان یکی از آثار ملی ایران به ثبت رسیده است.